# Vaca mallorquina

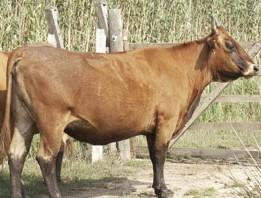
Vaca mallorquina

La vaca mallorquina és la raça de vaca pròpia de l'illa de Mallorca, descendent del tronc boví roig convex de l'àrea mediterrània, del qual deriven també les vaques de Còrsega i Sardenya. Actualment es troba en perill d'extinció pel seu reduït nombre d'exemplars.

## Història
La vaca mallorquina té el seu origen en el bos primigenius, un boví provinent d'Egipte que va estendre la seva presència al nord d'Àfrica i el sud de la península Ibèrica. Fruit del comerç marítim entre els països de la Mediterrània occidental, aquesta espècie va arribar a l'illa de Mallorca, on ha perviscut fins a l'actualitat amb un grau de puresa destacable, gràcies principalment a l'acció de ramaders i associacions de criadors, que han mantingut la raça i n'han fixat les bases per a la seva selecció i millora.
Segons les restes d'esquelets trobades als talaiots mallorquins, la presència d'aquest animal a l'illa es remunta a fa més de dos mil anys. Entre els segles xiii i xiv foren molt abundants, però el seu nombre va minvar quan el sector agrícola va començar a emprar muls en comptes de bous per a la tracció animal.
El 10 de juny de 1999 es publicà l'arbre genealògic de la vaca mallorquina al Butlletí Oficial de les Illes Balears. El 2002 se'n tenien comptabilitzats 12 braus, 127 vaques, 57 braves i 14 vedelles. El seu reduït nombre d'exemplars posa en risc la supervivència de l'espècie. Per això, des del Patronat per a la recuperació i defensa
de les races autòctones de les Illes Balears s'adverteix que cal prendre mesures urgents.
Actualment, aquest animal desenvolupa una tasca de control de la vegetació de la zona, especialment del càrritx.

## Característiques
Trets morfològics característics:
- Cap gros i curt.
- Cara curta amb el perfil convex
- Morro reduït i en punta.
- Ulls oblics, més aviat petits.
- Arc de les òrbites poc sortint.
- Orelles grosses, en posició horitzontal i farcides d'un pèl abundant d'un color més clar.
- Banyes poc desenvolupades, blanques a la base i més obscures a la punta. De forma variable a causa de la seva debilitat, però normalment en forma de roda, tant alta com baixa, com en direcció horitzontal.
- Coll curt i eixut.
- Barballera més marcada i abundant en els mascles.
- Cos és de longitud mitjana, tirant a cilíndric.
- Creu poc destacada.
- Gropa ampla, angulosa i poc musculada.
- Coa llarga i amb un floc de pèl a l'extrem.
- Extremitats curtes i ben aplomades, poc musculades.
- Potons petits i pigmentats.
- Braguer petit, recobert de pèl suau més clar que la resta del cos.
- Pell gruixuda i aferrada al cos.
- Pèl fi i curt per tot el cos, més llarg entre les banyes, a l'interior de les orelles i a la punta de la coa.
- Pelatge castany, amb variacions que van del castany molt clar, conegut per "ros", a quasi negre, conegut per "morat".
- Intensificació de la coloració a les zones distals.
- Degradació de color al voltant dels oronells, l'espinada, el front, l'interior de les orelles, aixelles i bragades.
- Grandària més aviat petita:

De 300 a 350 quilos les femelles adultes
Més de 450 quilos els mascles adults.